# Eurois variegata
Eurois variegata là một loài bướm đêm trong họ Noctuidae.